# Memoriał Henryka Łasaka
El Memoriał Henryka Łasaka (Carrera en homenaje a Henryk Łasak en polaco) es una carrera ciclista polaca disputada en el mes de agosto en Sucha Beskidzka. 
Creada en 1999 desde la creación de los Circuitos Continentales UCI en 2005 forma parte del UCI Europe Tour, dentro de la categoría 1.1.
Con tres victorias, Cezary Zamana tiene el récord de victorias. 

## Palmarés
| Año                     | Ganador            | Segundo               | Tercero             |           |
| ----------------------- | ------------------ | --------------------- | ------------------- | --------- |
| 1999                    | Cezary Zamana      | Dimitri Sedun         | Heiko Szonn         |           |
| 2000                    | Jacek Mickiewicz   | Marcin Lewandowski    | Marcin Gębka        |           |
| 2001                    | Piotr Chmielewski  | Zbigniew Piątek       | Krzysztof Jeżowski  |           |
| ediciones amateur       |                    |                       |                     |           |
| 2002                    | Cezary Zamana      | Dariusz Wojciechowski | Kazimierz Stafiej   |           |
| 2003                    | Cezary Zamana      | Robert Radosz         | Lubor Tesař         |           |
| ediciones profesionales |                    |                       |                     |           |
| 2004                    | Robert Radosz      | Petr Benčík           | Tomasz Lisowicz     |           |
| 2005                    | Marek Maciejewski  | Ondřej Fadrny         | Marcin Osiński      |           |
| 2006                    | Petr Benčík        | Marcin Sapa           | Bartłomiej Matysiak |           |
| 2007                    | Krzysztof Jeżowski | Mateusz Komar         | Daniel Czajkowski   |           |
| 2008                    | Krzysztof Jeżowski | Błażej Janiaczyk      | Mart Ojavee         |           |
| 2009                    | Stefan Schäfer     | Krzysztof Jeżowski    | Mathias Belka       |           |
| 2010                    | Mariusz Witecki    | Tomáš Bucháček        | Marek Rutkiewicz    |           |
| 2011                    | Luka Mezgec        | Blaž Furdi            | Tomasz Marczynski   |           |
| 2012                    | Luka Mezgec        | Mieszko Bulik         | Steffen Radochla    |           |
| 2013                    | Florian Sénéchal   | Kamil Gradek          | Paweł Cieślik       |           |
| 2014                    | Maciej Paterski    | Paweł Franczak        | Mykhailo Kononenko  |           |
| 2015                    | Alois Kaňkovský    | Vitaliy Buts          | Roman Maikin        |           |
| 2016                    | Paweł Franczak     | Sylwester Janiszewski | Artur Detko         |           |
| 2017                    | Alan Banaszek      | Sylwester Janiszewski | Artur Detko         |           |
| 2018                    | Mateusz Grabis     | Eduard Vorganov       | Martin Boubal       |           |
| 2019                    | Norman Vahtra      | Artur Detko           | Robert Jägeler      |           |
| ediciones amateur       |                    |                       |                     |           |
| 2020                    | Marcin Budziński   | Piotr Pekala          | Szymon Tracz        |           |
| 2021                    | Michael Kukrle     | Mateusz Grabis        | Adam Ťoupalík       |           |
| 2022                    | Tomasz Budziński   | Michael Boroš         | Matej Zahálka       |           |
| 2023                    | Michael Kukrle     | Jakub Kaczmarek       | Karel Camrda        |           |
| 2024                    | cancelada          | cancelada             | cancelada           | cancelada |

Nota: En la edición 2012, el ganador fue el ciclista Sylwester Janiszewski, pero su resultado fue anulado por dopaje.

## Palmarés por países
| País            | Victorias |
| --------------- | --------- |
| Polonia         | 16        |
| República Checa | 4         |
| Alemania        | 1         |
| Eslovenia       | 1         |
| Francia         | 1         |
| Estonia         | 1         |